# Czarna (Bieszczadi járás)

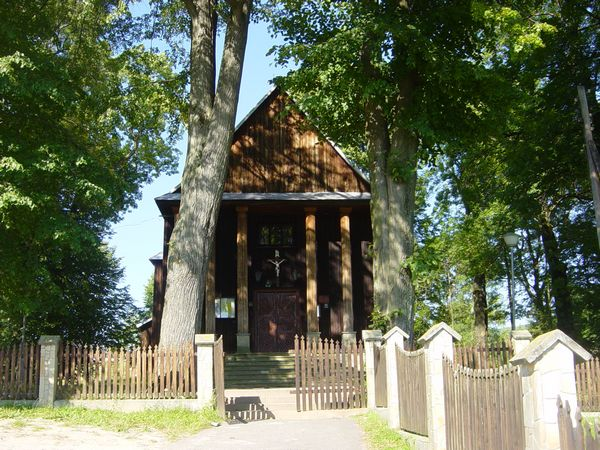
Czarna látképe

Czarna (ukrán nyelven: Чорна, 1999-ig Czarna Górna) falu Bieszczady járásban, a Kárpátaljai vajdaságban, Lengyelország délkeleti részén, nem messze az ukrán határtól. 
Székhelye Gmina Czarna, amely Czarna vidéki gmina (község) központja. A megyeszékhelytől,  Ustrzyki Dolnetől 14 kilométernyire délre fekszik, a régió központjától, Rzeszówtól 93 km-nyire délkeletre található. 
A településen 1300-an élnek.

## Fordítás
Ez a szócikk részben vagy egészben  a   Czarna, Bieszczady County című angol Wikipédia-szócikk ezen változatának fordításán alapul.  Az eredeti cikk szerkesztőit annak laptörténete sorolja fel. Ez a jelzés csupán a megfogalmazás eredetét és a szerzői jogokat jelzi, nem szolgál a cikkben szereplő információk forrásmegjelöléseként.